# Ítéletnap (film)
Az Ítéletnap (eredeti cím: End of Days) 1999-ben bemutatott amerikai fantasy-akcióhorror, melyet Andrew W. Marlowe forgatókönyvéből Peter Hyams rendezett. A főbb szerepekben Arnold Schwarzenegger, Robin Tunney, Gabriel Byrne és Rod Steiger látható.
Az Ítéletnap 1999. november 24-én került a mozikba, az Universal Pictures forgalmazásában. Észak-Amerikában 66,9 millió, míg világszerte 145,1 millió dolláros, összesen 212 millió dolláros bevételt ért el. Kritikai fogadtatása túlnyomórészt negatív volt.
Ez a film volt Schwarzenegger első horror műfajú filmje, a 2015-ös Maggie – Az átalakulás előtt.

## Rövid történet
A film főszereplője egy visszavonult New York-i rendőr, aki az ezredforduló előtti napokban egy vallásos konfliktusba belekeveredve egy ártatlan nőt életét igyekszik megmenteni – a nőt maga a Sátán szemelte ki magának az Antikrisztus világra hozására.

## Cselekmény
|  | Alább a cselekmény részletei következnek! |

1979-ben egy vatikáni pap észrevesz az égen egy üstököst: az Isten szemének nevezett égi jelenség jelzi annak a nőnek a születését, aki a Sátán gyermekének az anyja lesz. A pápa megbízásából a pap felkutatja a lányt, hogy megóvja őt a gonosztól. Néhány vatikáni lovag azonban ragaszkodik ahhoz, hogy a lánynak meg kell halnia. New Yorkban az újszülött Christine York-ot azonosítja sátánista orvosa, Dr. Abel és a nővér, Mabel a sátán jövőbeli hitveseként, akinek 1999 szilveszterén kell majd teherbe esnie a gonosztól. A sátánisták okkultista rítusokat hajtanak végre a csecsemőn.
1999 végén a Sátán megszállja egy befektetési bankár testét és porig rombol egy emberekkel teli éttermet. A folyamatosan az öngyilkosság gondolatával kacérkodó, depressziós és alkoholista exrendőr, Jericho Cane, akinek feleségét és kislányát évekkel korábban meggyilkolták és aki nyomorúságáért Istent hibáztatja, egy privát biztonsági cégnél dolgozik. Társával, Bobby Chicagóval együtt megbízást kap a megszállt bankár megvédésére. Egy pap, Aquinói Tamás sikertelenül a bankár életére tör. Jericho elfogja a támadót, aki figyelmezteti a közelgő veszélyre és a lány létezésére. A rendőrség letartóztatja a papot, Marge Francis, az NYPD nyomozója és Jericho korábbi munkatársa elárulja Jerichónak, hogy Tamásnak nincs nyelve.
Jericho és Bobby magánnyomozásba kezd, megtudják, hogy Tamást a Vatikán képezte ki és küldte New Yorkba. Kihallgatják Kovak atyát, Tamás ismerősét: Kovak atya szerint Tamást olyan gonosz erők kergették őrületbe, melyeket az ateista Jericho nem érthet meg. Tamás lakásán megtalálják a férfi nyelvét egy üvegben, valamint vérrel írott üzeneteket és szimbólumokat a falon. Marge a helyszínre ér és távozásra szólítja fel őket. A Sátán behatol a kórházba, ahol Tamást ápolják és a plafonhoz szegezi. Habár a férfi túléli a kínzást, egy sátáni rendőr agyonlövi. Jericho és Chicago a pap bőrébe vésett üzenet alapján nyomozni kezd Christine York után.
A lakásán találnak rá a fiatal nőre, megmentve a Vatikán lovagjaitól. A Sátán üldözőbe veszi őket, megöli Chicagót és időközben Marge-ról is kiderül, hogy a Sátánt szolgálja. Jericho megöli őket, de a Sátán feltámasztja Marge-ot. Kovak atya elmondja Jerichónak és Christine-nek, hogy a Sátánnak pillanatokkal az Újév beköszönte előtt kell teherbe ejtenie a lányt, hogy ördögi tervét megvalósíthassa. A Sátán Jericho lakásába bejutva felajánlja a férfinak, hogy visszaadja neki halott családját, cserébe Christine-ért. Ezen feldühödve egy küzdelem után Jericho kihajítja a Sátánt az ablakon, majd Chicago ismét megjelenik.
A templomban a vatikáni lovagok Christine megölésére készülnek, de a Sátán előbb végez velük. Chicago elárulja Jerichónak, hogy a Sátán oldalán áll, mióta az visszahozta őt az életbe. Kovak megmenti Jerichót, a Sátán azonban elrabolja Christine-t. A Sátán földalatti templomára bukkanva Jericho megmenti a lányt és ismét megöli Marge-ot. Chicago az útjába áll, de meggyőzi őt, hogy harcoljon a gonosz befolyása ellen: a Sátán az árulásáért cserébe elevenen megégeti Chicagót. Jericho egy gránáttal megsemmisíti a bankár testét, ezért az őt korábban megszálló Sátánnak új gazdatestet kell keresnie.
Elmenekülnek egy másik templomba, Jericho ismét hinni kezd Istenben és erőért imádkozik. A Sátán egy hatalmas, szárnyas fenevad képében bukkan fel és megszállja Jericho testét. Jericho megpróbálja megerőszakolni Christine-t, de sikerül felülkerekednie az őt megszálló gonosz akaratán és beleveti magát egy szobor kardjába. Éjfélkor Sátán visszakerül a pokolba, miközben a világ az új évezredet ünnepli. A haldokló Jericho Isten akaratából megpillanthatja családját, akik a túlvilágon már várnak rá. A férfi békében hal meg.

### Alternatív befejezés
A filmnek készült egy alternatív befejezése is, melyben Jericho a film végén visszatér az életbe és Christine-nel együtt hagyja el a helyszínt. A próbavetítések során azonban a tesztközönség jobban fogadta az eredeti verziót.
|  | Itt a vége a cselekmény részletezésének! |

## Szereplők
| Szerep                             | Színész                         | Magyar hang        |
| ---------------------------------- | ------------------------------- | ------------------ |
| Jericho Cane                       | Arnold Schwarzenegger           | Reviczky Gábor     |
| Christine York                     | Robin Tunney                    | Gubás Gabi         |
| Sátán gazdateste / névtelen bankár | Gabriel Byrne                   | Székhelyi József   |
| Bobby Chicago                      | Kevin Pollak                    | Sörös Sándor       |
| Marge Francis nyomozó              | C. C. H. Pounder                | Tátrai Zita        |
| Aquinói Tamás                      | Derrick O’Connor                | Kristóf Tibor      |
| Mabel                              | Miriam Margolyes                | Czigány Judit      |
| Dr. Abel                           | Udo Kier                        | Szokolay Ottó      |
| Albínó                             | Victor Varnado                  | Honti Molnár Gábor |
| Pápa                               | Mark Margolis                   | Pathó István       |
| Kovak atya                         | Rod Steiger                     | Cs. Németh Lajos   |
| Sátáni rendőr                      | John Timothy Botka              | N/A                |
| Idős férfi                         | Marc Lawrence                   | N/A                |
| Vatikáni bíboros                   | Michael O’Hagan                 | Vizy György        |
| Emily Cane                         | Denice D. Lewis                 | N/A                |
| Amy Cane                           | Renee Olstead                   | N/A                |
| Szerzetes                          | Mo Gallini (Matt Gallini néven) | N/A                |